# Pedro Ponce de León

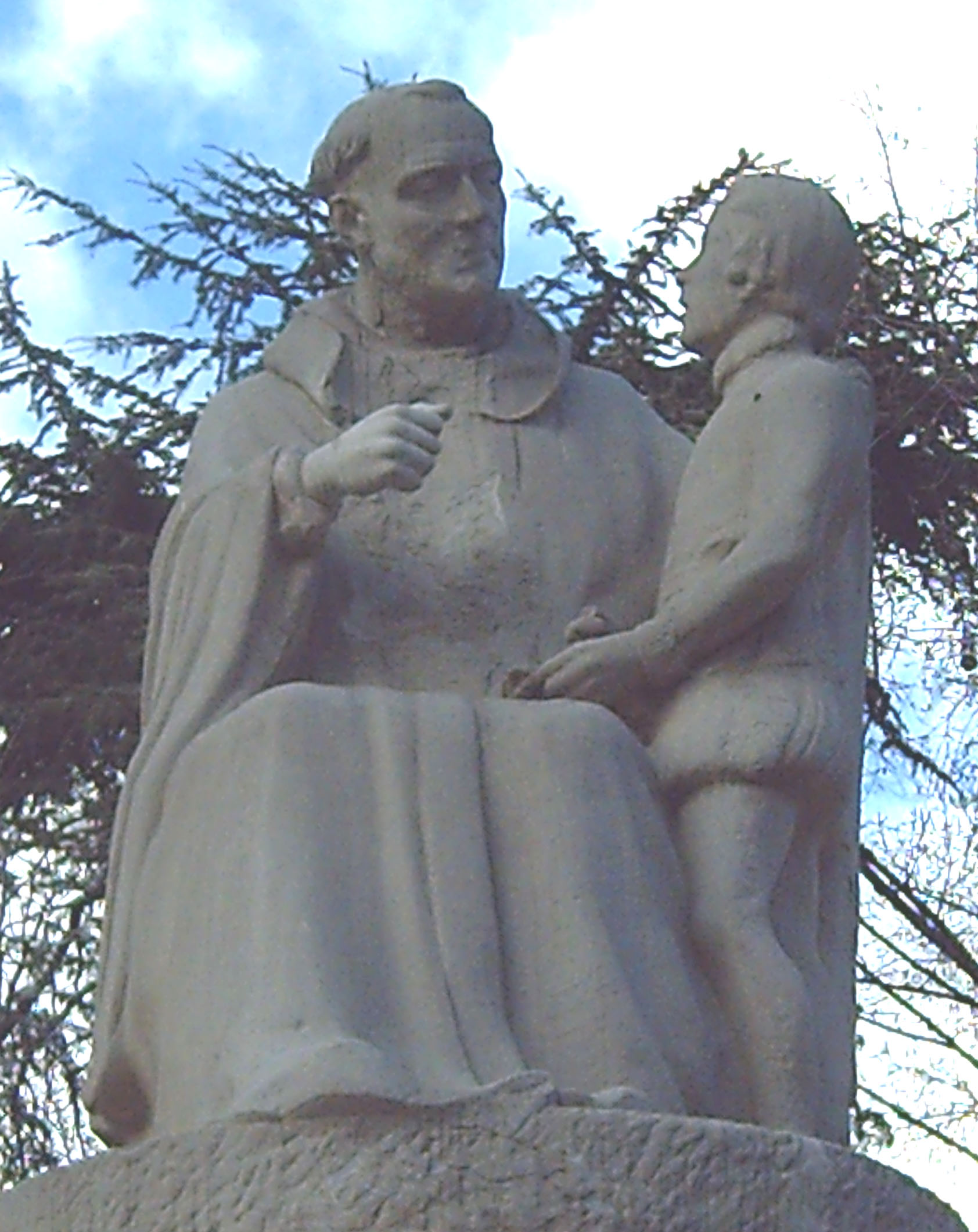
Fray Pedro enseñando a un alumno. Detalle de un monumento a Ponce de León en el Parque del Retiro de Madrid (1920).

Fray Pedro Ponce de León (Sahagún, provincia de León, c.1508-29 de agosto de 1584, Oña, Burgos), fue un monje benedictino español, Inventor del arte de hablar a mudos.

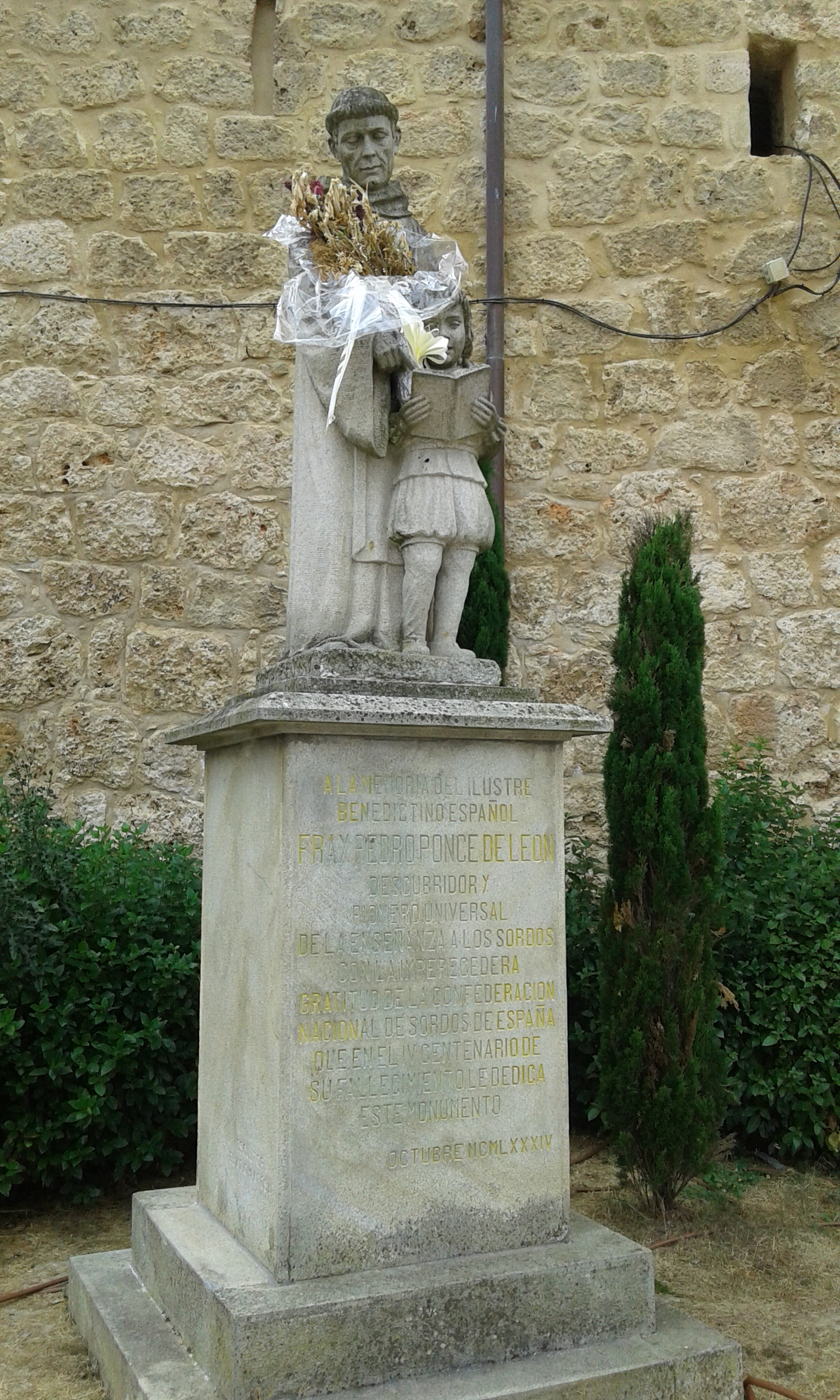
Estatua de Pedro Ponce de León en San Salvador de Oña

## Biografía
Estudió las primeras letras en su ciudad natal, en el monasterio de San Benito, y el 3 de noviembre de 1526 tomó el hábito benedictino. Se rebeló contra la tradición de aceptar la mudez del noble Gaspar de Burgos, candidato a hermano lego.
Pronto se supo en la región por lo que le acercaron y en 1546 se hizo responsable de la educación de varios niños mudos en el monasterio burgalés de San Salvador de Oña. Aunque, generalmente, se le conoce como el primer educador de mudos del mundo. Por otro lado fray Vicente de Santo Domingo (Domingo de Zaldo), monje jerónimo trabajó con sordos.

## El Método
Su método se conoce con certeza solo a partir del hallazgo, en 1986 y en el Archivo Histórico Nacional de Madrid, de un manuscrito suyo donde relata los rudimentos del mismo. 
Antes, todo eran especulaciones acerca de que si su método era oral, o si fue plagiado y publicado por Juan de Pablo Bonet y Manuel Ramírez de Carrión, teorías estas acreditadas como falsas o improbadas, pues no consta acreditado que Ponce de León enseñara a hablar: solamente está documentado que, primeramente, enseñaba a sus alumnos a escribir mientras les señalaba con el dedo índice de la mano derecha las letras figuradas en su mano izquierda (alfabeto bimanual) y luego los objetos identificados o rotulados con su respectivo nombre; después, les hacía repetir manualmente y por escrito, por este orden, las palabras que correspondían a los objetos. 
Se le atribuye la invención de esta arte, aunque hay documentados antecedentes en Italia dos siglos antes, y en la misma Castilla, fray Vicente de Santo Domingo enseñaba el arte de la pintura a Juan Fernández de Navarrete, el Mudo. También se le atribuye, sin pruebas, la autoría de un libro inexistente, Doctrina para los mudos–sordos.
Derecho Lasso, observó el método seguido por fray Pedro y escribió un Tratado legal sobre los mudos. Además fue testigo de los resultados de Fray Pedro.

## Homenajes
Hoy en día existen muchos colegios e instituciones relacionadas con la educación especial y la educación primaria en general, especialmente en España e Iberoamérica, que reciben el nombre de este benedictino. En Sahagún, al lado de los restos de la abadía benedictina, tiene dedicado un monumento.
Otras ciudades que le han dedicado un monumento son Madrid, en el Parque del Retiro, y Barcelona, en la cabecera del Paseo de San Juan.